# Ashanti (film)
Ashanti è un film diretto nel 1979 da Richard Fleischer.

## Trama
La bella moglie di un funzionario delle Nazioni Unite, di etnia Ashanti, viene rapita in Africa da un gruppo di schiavisti che intendono venderla a un ricco principe arabo. Il marito si mette alla sua ricerca attraverso tutto il continente e, con l'aiuto di vari personaggi incontrati lungo il suo percorso, riesce, anche se a caro prezzo, a ritrovarla.